# نورم فرگوسن (پویانما)
نرم فرگوسن (انگلیسی: Norm Ferguson؛ ۲ سپتامبر ۱۹۰۲ – ۴ نوامبر ۱۹۵۷) یک پویانما اهل ایالات متحده آمریکا بود.
از فیلم‌ها یا برنامه‌های تلویزیونی که وی در آن نقش داشته است می‌توان به سلام برادران اشاره کرد.